# Cięcie laserowe

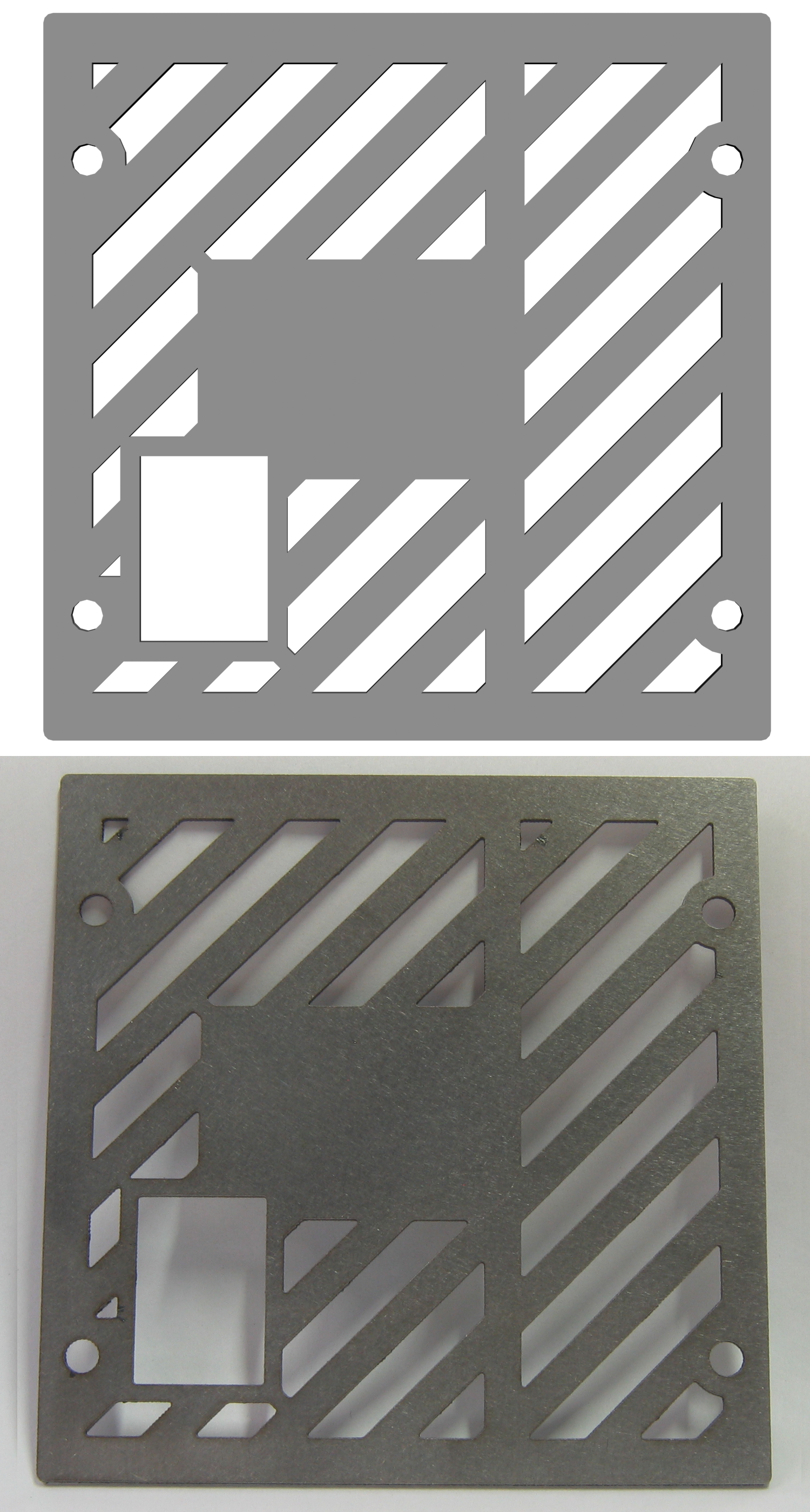
Przykład części wykonanej przy użyciu wycinania laserowego

Cięcie laserowe stanowi nowoczesną metodę obróbki o podobnych parametrach wymiarowych jak klasyczna obróbka mechaniczna. Podstawowa różnica tkwi w stosowanym czynniku tnącym, który w przypadku cięcia laserowego stanowi gorący promień lasera oraz gaz techniczny o dużej czystości. W zależności od stosowanego urządzenia (przede wszystkim jego mocy) cięcie przeprowadza się na trzy sposoby: metodą spalania, stapiania lub sublimacji.
Zastosowanie laserów w przemyśle
- cięcie
- spawanie
- znakowanie
- drążenie otworów
- obróbka powierzchniowa
  - hartowanie
  - stapianie warstwy powierzchniowej
  - wzbogacanie warstwy przypowierzchniowej w składniki stopowe
  - nakładanie warstwy przypowierzchniowej (natapianie)

Parametry techniczne wycinarek laserowych
- Moc źródła lasera
- Wielkość stołu roboczego
- Dokładność pozycjonowania głowicy tnącej
- Dokładność zmiany położenia głowicy tnącej
- Maksymalna prędkość posuwu głowicy[1]

## Typy laserów do cięcia blach

### Laser fibrowy
Laser fiber wykorzystuje zaawansowane technologicznie komponenty światłowodowe, aby dostarczyć intensywną wiązkę światła, która może z łatwością ciąć laserowo różne materiały. Są one najlepszym wyborem dla procesów metalowych, takich jak trawienie, wyżarzanie i grawerowanie.
Termin – laser światłowodowy nie obejmuje źródła światła, które jest inne niż lasery CO2. Dotyczy on mechanizmu dostarczania, który wykorzystuje światłowody do skoncentrowania całego światła w jednym punkcie. Światłowód w wycinarce laserowej odbiera światło i wzmacnia je do wskaźnika laserowego.
Głowica tnąca wykorzystuje CNC dla zapewnienia precyzji i dokładności. Ponadto, światłowód posiada serię dodatkowych soczewek ogniskowych, które jeszcze bardziej zwiększają ogólną dokładność całego systemu. Wreszcie, wycinarka laserowa wykorzystuje gaz obojętny jakim jest azot, aby ułatwić proces cięcia. W efekcie eliminuje to dalszą obróbkę krawędzi po cięciu oraz skutkuje nieporównywalnie lepszą jakością w stosunku do wycinania laserowego z użyciem tlenu.
Jeśli chodzi o cięcie laserowe, koszty operacyjne są istotnym czynnikiem. Lasery fiber nie mają jednak takich wymagań konserwacyjnych. Oznacza to, że ogólne koszty eksploatacji i konserwacji maszyn są dość niskie. Jednakże początkowe wymagania kapitałowe związane z zakupem lasera światłowodowego są dość wysokie, co czyni go nieosiągalnym dla małych lub średnich przedsiębiorstw.

### Laser CO2
Lasery CO2 wykorzystują kombinację rezonatora, gazów oczyszczających i dmuchaw o dużej prędkości do tworzenia cząstek światła o dużej mocy, które zderzają się ze sobą w celu dostarczenia światła o dużej intensywności, które może przeciąć grubsze materiały ze względną łatwością.
W przeciwieństwie do lasera światłowodowego, lasery CO2 mają system dostarczania ścieżki wiązki, który początkowo działa nieco inaczej, wykorzystując proces odbicia i ponownego skupienia, a nie soczewki ogniskowe jak w przypadku laserów fibrowych.
Ogólnie rzecz biorąc, lasery CO2 mają tendencję do bycia bardziej opłacalnymi niż ich odpowiedniki fibrowe. Jednak niższy koszt początkowy nie oznacza, że jest on bardziej ekonomiczny. Lasery CO2 zużywają dużo energii, co może powodować bardzo wysokie koszty operacyjne.